# Ка-32
Камов Ка-32 е съветски/руски хеликоптер. Вертолета е модификация на Ка-27. Разработката на проекта е на авиоконструктора Николай Камов преди смъртта му.
Първият полет на сериен Ка-32 е осъществен през 1980 г.

## Оператори
- България – един Ка-32А11ВС на BH Heli
- Русия
- Португалия – 6 противопожарни вертолета.[1]
- Южна Корея – възнамерява да закупи 32 броя.[2]
- Украйна – Rosavia[3]